# خوسيه كارلوس رويز
خوسيه كارلوس رويز (بالإسبانية: José Carlos Ruiz)‏ هو ممثل مكسيكي، ولد في 17 نوفمبر 1936 في المكسيك.

## وصلات خارجية
- خوسيه كارلوس رويز على موقع IMDb (الإنجليزية)
- خوسيه كارلوس رويز على موقع ألو سيني (الفرنسية)
- خوسيه كارلوس رويز على موقع أول موفي (الإنجليزية)
- خوسيه كارلوس رويز على موقع قاعدة بيانات الأفلام السويدية (السويدية)
- خوسيه كارلوس رويز على موقع قاعدة بيانات الفيلم (الإنجليزية)
- خوسيه كارلوس رويز على موقع كينوبويسك (الروسية)